# Маттерсбург
Маттерсбург (нем. Mattersburg) — город, окружной центр в Австрии, в федеральной земле Бургенланд.
Входит в состав округа Маттерсбург. Население составляет 7125 человек (на 30 марта 2007 года). Занимает площадь 28,2 км². Официальный код — 1 06 06.
Городской статус с 15 января 1926 года.

## Политическая ситуация
Бургомистр коммуны — Ингрид Заламон (СДПА) по результатам выборов 2007 года.
Совет представителей коммуны (нем. Gemeinderat) состоит из 25 мест.
- СДПА занимает 15 мест.
- АНП занимает 8 мест.
- АПС занимает 1 место.
- Зелёные занимают 1 место.